# السقا مات (فلم)
السقا مات هو فيلم روائي مصري من إنتاج سنة 1977. الفيلم يتناول الواقع المصري خلال عقد العشرينيات، والثلاثنيات. الفيلم من إخراج صلاح أبو سيف، وإنتاج يوسف شاهين، الفيلم مقتبس من قصة بنفس الاسم ليوسف السباعي، ومن بطولة عزت العلايلي، وفريد شوقي، وشويكار، وأمينة رزق، وتحية كاريوكا، وناهد جبر. يحتل الفيلم المركز الواحد والثلاثون في قائمة أفضل مئة فيلم مصري حسب إستفتاء النقاد عام 1996.

## القصة
تدور الأحداث في حي الحسينية حوالي عام 1921. شوشة السقا الذي يخاف من الموت خوفًا شديدًا لأنه بالنسبة له يسلب الأحبة، وقد أخذ منه زوجته، ويحاول شوشة أن يخلق نوع من العلاقة بين ابنه وبين شجرة التمر حنة وهي الشجرة التي تذكره دائما بزوجته الراحلة كما يحاول أن ينشئه ليتحصل على المنصب الذي لم يستطع الحصول عليه طيلة حياته وهو منصب المسئول عن صنبور المياه. ويتقابل شوشة مع شحاتة الذي يعلم فيما بعد أنه مساعد تربي فيتشائم منه ويموت شحاتة ليحزن عليه شوشة حزنًا شديدًا وتنتابه حالة عصبية وهو يساعد في دفنه.

## طاقم التمثيل
- فريد شوقي بدور شحاته أفندي.[4]
- عزت العلايلي بدور شوشة السقا
- شويكار بدور عزيزة نوفل
- أمينة رزق بدور أم آمنة
- تحية كاريوكا بدور المِعلمة زمزم
- ناهد جبر بدور آمنه
- شريف صلاح الدين بدور الولد سيد
- حسن حسين بدور الشيخ سيد
- إبراهيم قدري بدور العطار
- محمد فريد بدور جاد
- محمد أبو حشيش بدور المِعلم خوشت (اللحام)
- بلقيس بدور زكية بنت المِعلم
- عزيزة محمد
- عبد العزيز عيسى بدور موظف شركة المياه
- صبرى رسلان
- محمد نعيم
- إبراهيم زاغو بدور دنجل
- علي المعاون بدور شرف الدباح
- نعيم عيسى بدور أحد مساعدي التربي
- ميشيل جاب الله بدور صبي القهوة (فتحي)
- بلقيس شريعة بدور زكية

## الإنتاج
دور الفكرة الرئيسية التي تناولها يوسف السباعي في روايته حول فلسفة الموت والحياة والتشاؤم والتفاؤل، وقد صدرت الرواية عام 1952 عن دار النشر للجامعين،ويذكر أن المخرج صلاح أبو سيف حاول مرارًا وتكرارًا تحويل الرواية إلى عمل سينمائي ببداية السبعينات إلا أن العديد من المنتجين خافوا من إنتاجها خاصة أنها تتحدث عن الموت ليأتي يوسف شاهين الذي أعجب بالفكرة وقرر إنتاجها بالاشتراك مع الشركة التونسية (ساتبيك) عام 1977. حيث قام بكتابة السيناريو محسن زايد بالاشتراك مع صلاح أبو سيف.

### التصوير
اسْتقرَّ صناع الفيلم على مدير التصوير محمد سابو رغم قلة الأفلام التي عمل بها كمدير تصوير وكونه مصورًا أكثر، وقامَ محمد سامو بتصوير فيلم السقا مات كاملًا علي مدار أربع أسابيع فقط.

## وصلات خارجية
- مقالات تستعمل روابط فنية بلا صلة مع ويكي بيانات
- السقا مات على موقع قاعدة بيانات الأفلام العربية
- السقا مات على موقع IMDb (بالإنجليزية)